# Àcid tetrahidrofòlic
L'àcid tetrahidrofòlic, o tetrahidrofolat, és un derivat de l'àcid fòlic .

## Metabolisme

### Síntesi en humans
És produït a partir de l'àcid dihidrofòlic per l'acció de la dihidrofolat reductasa. Aquesta reacció és inhibida per el metotrexat.
És convertit a 5,10-metilenetetrahidrofolat per l'acció de la serina hidroximetiltransferasa.

### Síntesi en bacteris
Molts bacteris utilitzen la dihidropteroat sintetasa per produir dihidropteroat, una molècula sense funció en éssers humans. Això el fa un objectiu útil per als antibiòtics sulfamida, els quals competeixen amb el precursor PABA.

## Funcions
És un cofactor en moltes reaccions, especialment en el metabolisme d'aminoàcids i àcids nucleics. Actua com a donador d'un grup amb un àtom de carboni. Aconsegueix aquest àtom de carboni segrestant el formaldehid produït en altres processos. L'escassetat d'àcid tetrahidrofolic (FH4) pot causar anèmia megaloblàstica.
El metotrexat actua sobre la dihidrofolat reductasa, igual que la pirimetamina o trimetoprim, com un inhibidor i, per tant, redueix la quantitat de tetrahidrofolat produït. Aquest fet també pot resultar en anèmia megaloblàstica.
L'àcid tetrahidrofòlic està implicat en la conversió d'àcid formiminoglutàmic a àcid glutàmic; fet que pot reduir la quantitat d'histidina disponible per a la descarboxilació i síntesi de proteïnes, per això els nivells d'histamina urinària i àcid formiminoglutàmic es poden veure reduïts.

Àcid dihidrofòlic
5,10-Metilenetetrahidrofolat